# Belial

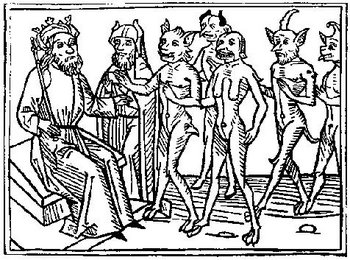
Rycina przedstawiająca Beliala i jego sługi przed królem Salomonem, z Das Buch Belial autorstwa Jacobusa de Teramo (1473)

Belial, także: Beliar, Berial, Mroczny Starzec, Albatros (od hebr. ‏בְּלִיַּ֫עַל‎ belijja'al, czyli połączenie 'blj' – negacja i 'ja'al' – użytek) – jeden z upadłych aniołów (w niebie należał do chórów Cnót i Aniołów) i czterech piekielnych książąt (pozostali to Szatan, Lucyfer i Lewiatan), symbolizuje płodność ziemi, niezależność oraz kierunek geograficzny północ. Często jest utożsamiany z Szatanem.
Dosłowne tłumaczenie brzmi „ten, który nie ma pana”, „niegodziwiec świata”, „ten, który podnosi bunt” bądź „nic niewart”.
George Aaron Barton w The Origin of the Names of Angels and Demons in the Extra-Canonical Apocalyptic Literature to 100 A.D. przypuszcza, że Belial to dawna nazwa Szeolu.
Według Thomasa Francisa Glassona (Greek influence in Jewish eschatology) Beliar nigdy nie był aniołem; autor ten porównuje go do Arymana, czyli niezależnego i równego Bogu przeciwnika.

## W chrześcijaństwie
W Starym Testamencie Belial jest synonimem nieprawości. W Nowym Testamencie występuje pod imieniem Beliar, jest przeciwnikiem Chrystusa – Antychrystem.
Pojawia się w Drugim Liście do Koryntian (6, 15) ...jakaż jest wspólnota Chrystusa z Beliarem?. Św. Paweł traktował go jako wodza demonów lub Szatana.
W apokryfach jest uznawany za księcia ciemności, zagorzałego przeciwnika Boga. W Męczeństwie Izajasza jest aniołem nieprawości.

### W apokryficznejEwangelii Bartłomieja
Bartłomiej prowadził rozmowę z Belialem. Z tej rozmowy wynikło, że Belial kiedyś był Satanaelem, czyli Aniołem Boga, a po upadku został Szatanem, czyli Aniołem Piekła. Nazywał siebie pierwszym aniołem, gdyż Bóg zaraz po stworzeniu nieba, wziął garść ognia i stworzył go, jako pierwszego z aniołów.

## W demonologii
Był czczony głównie w Sydonie oraz Sodomie, jednakże nigdzie nie wzniesiono mu ołtarza. Jest najbardziej rozpustnym i bezprawym duchem. Pierre de Lancre uważa, że jego imię oznacza bunt i nieposłuszeństwo. Johann Weyer (Jan Wier) pisał w Pseudomonarchia Daemonum, że doprowadził on wielu aniołów do buntu, dlatego też był jednym z pierwszych wyrzuconych z nieba. Przemawia łagodnym głosem. Podwładne mu duchy pochodzą ze sfer Cnót i Aniołów. Współpracuje z tymi, którzy uznają jego zwierzchnictwo. W Pseudomonarchia Daemonum jest dwudziestym trzecim duchem.
Rzekomo król Salomon zamknął go wraz z jego legionami oraz armią pięciuset dwudziestu dwóch tysięcy dwustu osiemdziesięciu demonów w butelce. Inna legenda głosi, że ową butelką wrzucił do studni pod Babilonem i zakrył ją głazem, a ciekawscy Babilończycy stłukli butelkę i tym samym uwolnili wszystkie demony oraz króla piekieł. Belial, bojąc się kolejnego uwięzienia, schował się w pustej figurze, zajął się przepowiadaniem przyszłości, i odtąd w Babilonie zaczęto oddawać mu cześć.
W książce Das Buch Belial składa królowi Salomonowi listy uwierzytelniające, a także przed nim tańczy.

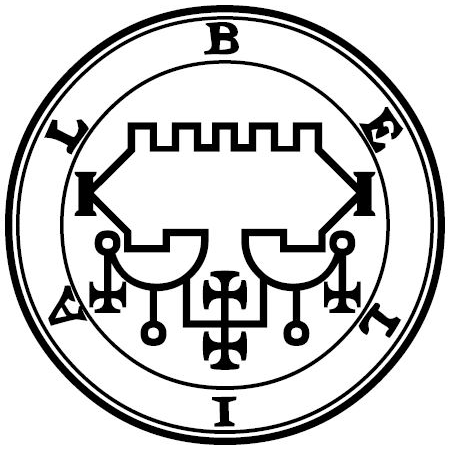
Sigil służący do przywołania Beliala

### WSztuce Goecji
Sześćdziesiąty ósmy duch Sztuki Goecji. By go przywołać i podporządkować, potrzebna jest jego pieczęć, która powinna być zrobiona ze złota. Jest potężnym królem piekła, zaraz po Lucyferze. Uważa on, że należał do klasy aniołów, które przewyższają m.in. Michała Archanioła i chełpi się tym, że upadł pierwszy spośród cnotliwszych. Rozporządza 80 albo 50 legionami duchów.
Posiada dar pięknej mowy i lubi opowiadać o tym jak jako jeden z pierwszych aniołów upadł z nieba. Rozdaje godności i ważne stanowiska. Godzi ze sobą przyjaciół i wrogów, dostarcza dobrych duchów opiekuńczych. Tylko dzięki boskiej mocy można zmusić go do mówienia prawdy. Jeżeli demonolog chce na niego liczyć, to musi pamiętać o składaniu mu ofiar i podarunków.
Jest przedstawiany jako para pięknych aniołów siedzących na ognistym rydwanie.

## Wkulturze masowej
W literaturze
Pojawia się u Johna Miltona w Raju utraconym. Victor Hugo w Pracownikach morza przedstawia Beliala jako ambasadora Piekła w Turcji. Jako przykład kwintesencji zła jest przedstawiany w dziełach Thomasa Manna i Aldousa Huxleya. Jako wcielenie zła pojawia się w książce Boża inwazja Philipa Kindreda Dicka. Wspomniany jest w książce Umberta Eco Imię róży – powołuje się na niego Remigiusz z Varagine. W książce Grahama Mastertona zatytułowanej Czarny Anioł, przedstawiony jest jako jeden z upadłych aniołów, pan kłamstwa.
W komiksie
Jest głównym bohaterem mangi Herezja Miłości autorstwa Eny Moriyamy. Został wezwany przez główną bohaterkę, aby spełniać za opłatą jej życzenia.
W kinematografii
Postać Beliala ukazana jest w filmach Gabriel, Armia Boga:Bunt i Egzorcyzmy Emily Rose (fabularnej wersji historii Anneliese Michel).
W grach
W grach Gothic, BloodRayne oraz SpellForce: Cień Feniksa, Belial (lub Beliar) reprezentuje różne złe bóstwa. Imię Belial zostało użyte również w grze Painkiller: Overdose, w której nazywa się tak główny bohater, mistrz portali (jest półaniołem – półdemonem). Z kolei w Devil May Cry 4, Diablo III i Total Annihilation: Kingdoms postacie nazwane imieniem Belial są jednymi z głównych bossów.
Belial jest także arcydiabłem i rzeczywistym władcą czwartej warstwy piekła w grze fabularnej Dungeons & Dragons.
W grze figurkowej Warhammer 40.000 Belial jest dowódcą 1. Kompanii Zakonu Mrocznych Aniołów, zwanej „Skrzydłem Śmierci”.
W grze The Binding of Isaac istnieje przedmiot „The Book of Belial” (Księga Beliala).